# Colli del Trasimeno rosso
Le Colli del Trasimeno rosso est un vin rouge de la région Ombrie doté d'une appellation DOC depuis le 13 janvier 1972. Seuls ont droit à la DOC les vins récoltés à l'intérieur de l'aire de production définie par le décret.
Le vin rouge du Colli del Trasimeno rosso répond à un cahier des charges moins exigeant que le Colli del Trasimeno rosso riserva, essentiellement en relation avec le taux d’alcool et avec un vieillissement de 2 ans.
Voir aussi les articles Colli del Trasimeno rosso frizzante, Colli del Trasimeno rosso novello et Colli del Trasimeno rosso scelto. 

## Aire de production
Les vignobles autorisés se situent en province de Pérouse près du Lac Trasimène dans les communes de Castiglione del Lago, Città della Pieve, Paciano, Piegaro, Panicale, Pérouse, Corciano, Magione, Passignano sul Trasimeno et Tuoro sul Trasimeno.

## Caractéristiques organoleptiques
- couleur : rouge rubis  plus ou moins intense
- odeur : vineux, fruité
- saveur : sec, harmonique, plein

Le Colli del Trasimeno rosso se déguste à une température de 14 à 16 °C et il se garde 2 – 4 ans.

## Production
Province, saison, volume en hectolitres :
- Perugia  (1990/91)  12615,25
- Perugia  (1991/92)  8322,03
- Perugia  (1992/93)  5657,73
- Perugia  (1993/94)  6021,77
- Perugia  (1994/95)  5793,0
- Perugia  (1995/96)  4911,06
- Perugia  (1996/97)  5226,27